# Adamo di San Vittore
Adamo di San Vittore (1112 – 1192) è stato un canonico regolare della scuola di San Vittore presso Parigi.

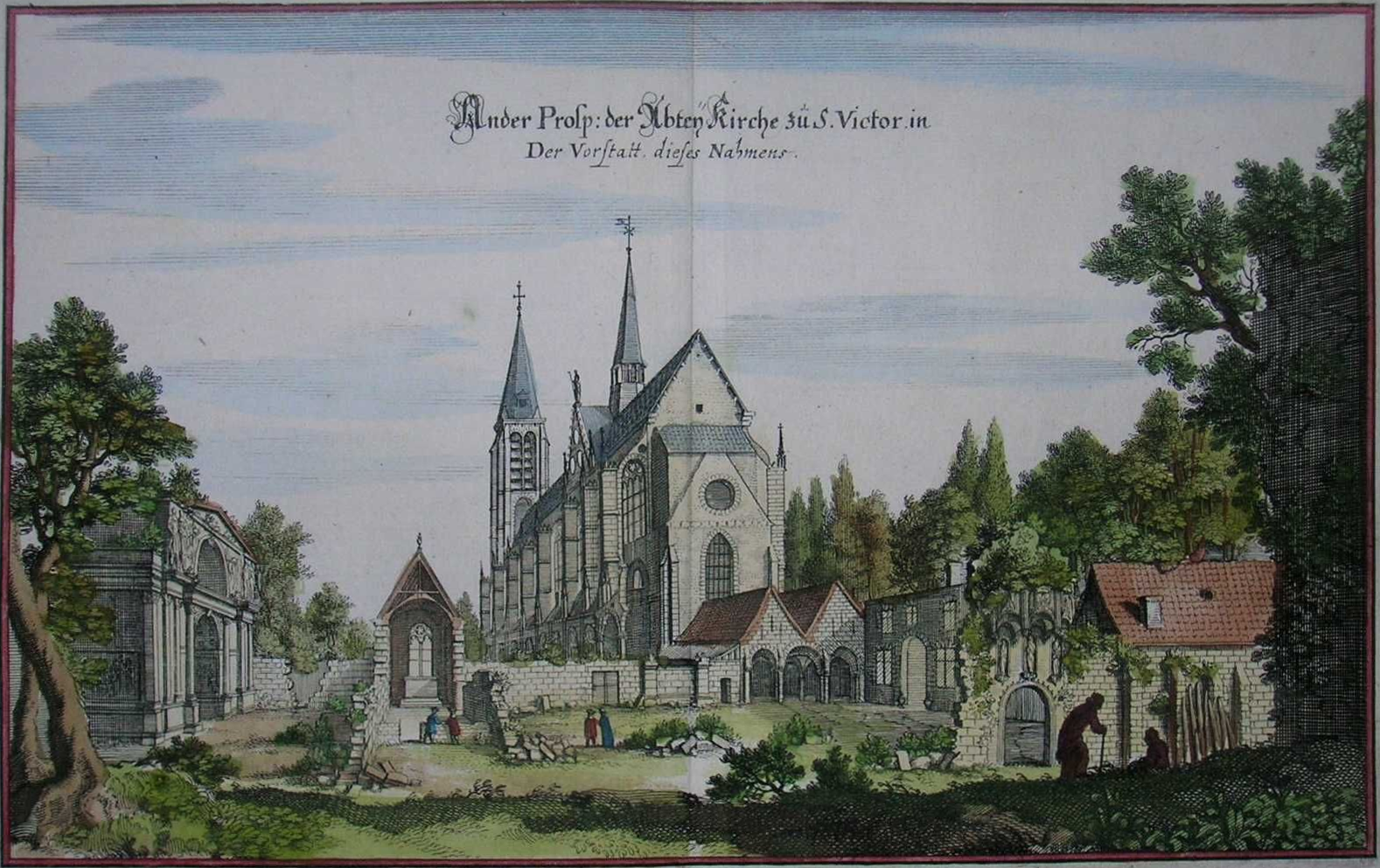
L'Abbazia di San Vittore, luogo dove risiedette lo scrittore francese, in un dipinto del 1655

Fu allievo di Ugo di San Vittore e contemporaneo, forse compagno di studi, di Riccardo di San Vittore, conseguì una grande fama nella poesia musicale liturgica e principalmente nello sviluppo della Sequenza: gli sono state attribuite numerosissime Sequenze, e un codice del 1239 ne riporta 45; probabilmente solo una parte di queste ultime è effettivamente opera sua.
Operò sia sul piano dell'innovazione tecnico-espressiva, sviluppando i moduli del canto sequenziale e curandone le partizioni ritmiche, che su quello dell'approfondimento dei contenuti, unendo un dolce fervore lirico ad un'alta speculazione teologica, fino a giungere ad una complessa simbologia religiosa. Gli sono ascritte anche delle opere filosofiche.
La sua influenza fu forte anche nei confronti della poesia volgare, cortese in particolare, che ne trasse importanti elementi.